# Harold Westergaard
Pour les articles homonymes, voir Westergaard.
Harold Malcolm Westergaard (né le 9 octobre 1888 à Copenhague – mort le 22 juin 1950 à Cambridge, dans le Massachusetts) est un spécialiste danois du calcul des structures. Il s'est particulièrement illustré dans le calcul des dalles en béton armé et a laissé son nom à un modèle théorique de fondation superficielle. Il a également montré comment dimensionner les barrages aux séismes.

## Biographie
Westergaard obtient son diplôme d'ingénieur à l'université technique du Danemark en 1911. Il travaille pour divers bureaux d'étude de béton armé à Hambourg, Londres et Göttingen, puis soutient une première thèse de doctorat à l'Université technique de Munich (1915). Une seconde thèse lui vaut l'année suivante le PhD de l'université de l'Illinois à Urbana-Champaign, établissement qui le recrute comme maître de conférences en mécanique théorique et appliquée. Promu successivement professeur suppléant (1921) et professeur associé (1924), il se voit confier la chaire de mécanique en 1927. L'American Concrete Institute (ACI) lui décerne en 1922 la médaille Wason pour son article sur le calcul des structures en béton armé (écrit en coll. avec W.A. Slater).
Westergaard a été chargé par le Bureau of Reclamation de la conception technique du barrage Hoover.
En 1936, Westergaard se voit confier la chaire Gordon McKay de calcul des structures de l'Université Harvard. De 1937 à 1946, il exercera en outre les fonctions de doyen de la Graduate School of Engineering.

## Principaux écrits
- On the resistance of ductile materials to combined stresses in two or three directions perpendicular to one another, (1920)
- Moment and stresses in slabs (1921)
- Buckling of elastic structures (1922)
- Anwendung der Statik auf die Ausgleichsrechnung (1925)
- Stress in concrete pavements computed by theoretical analysis (1926)
- Computation of stresses in concrete roads (1926)
- One hundred years advance in structural analysis (1930)
- Computation of stresses in bridge slabs due to wheel loads (1930)
- Water pressures on dams during earthquakes, ASCE (1933)
- General solution of the problem of elastostatics in an n-dimensional homogeneous isotropic solid in an n-dimensional space, (1935)
- Bearing pressures and cracks (1939)
- Theory of elasticity and plasticity (1952)